# Cristina Girardi
Cristina Girardi Lavín (Cerro Navia, Santiago, 9 de enero de 1962) es una antropóloga y política chilena del Partido por la Democracia (PPD). Entre 2018 y 2022 ejerció como diputada de la República por el nuevo distrito N.º 9 de la Región Metropolitana, periodo legislativo 2018-2022. Desempeñó el mismo cargo pero por el distrito n.° 18 de la RM durante dos periodos consecutivos, entre los años 2010-2014 y 2014-2018. Fue también alcaldesa de la Municipalidad de Cerro Navia por tres periodos consecutivos, entre 1996 y 2008.

## Biografía

### Familia
Nació el 9 de enero de 1962, en Santiago. Es hija de Rosa Eugenia Lavín Araya y Guido Girardi Brière, quien fuera diputado por el Partido por la Democracia (PPD) y nieta del Dr. Treviso Girardi. Ellos fueron los médicos del barrio durante muchos años; este último fue también alcalde de Quinta Normal.[cita requerida] Es hermana del actual senador Guido Girardi y de Dino Girardi, concejal por la Municipalidad de Lo Prado desde 2004 hasta 2016.
Está casada con el abogado Francisco Javier Varas Fernández (concejal de Cerro Navia entre los años 2000 y 2004), con quien es madre de tres hijos: Benjamín, Crescente y Emiliano.

### Estudios y vida laboral
Sus estudios primarios y secundarios los realizó en la Alianza Francesa. Mientras que los estudios superiores los cursó en la Escuela Nacional de Antropología e Historia de México, donde se recibió de Antropóloga social. Tiene una especialización en antropología de la salud, además de estudios en arquitectura, sociología y arte.
En el año 1989, se desempeñó como investigadora del Centro de Estudios de la Mujer.

## Carrera política

### Inicios
En 1989 inició su militancia en el Partido por la Democracia (PPD), formando parte de su directiva central como vocal, en diversas oportunidades. Asimismo, fue coordinadora de la [omisión de Medio Ambiente y formó el «proyecto Casa Verde» del PPD, que incluyó la creación de un centro de documentación y difusión de la problemática ambiental en Chile.
Se inició políticamente como concejala en las elecciones municipales de 1992, en la comuna de Cerro Navia, obteniendo la mayor votación (17,7%), pero que sin embargo y producto del sistema proporcional, fue elegido el PDC Rafael Hernández. Sin embargo, el año 1996 se convierte en alcaldesa de dicha comuna (donde obtuvo un 54,36 % de la votación, la más alta a nivel nacional para una candidata mujer y la tercera nacional), en 2000 (es reelecta con un 53,66 % de los sufragios) y en 2004 nuevamente reelecta con un 57 %.
Paralelamente, a finales de diciembre de 2004, fue designada por el presidente de la República Ricardo Lagos, como integrante ad honorem del Consejo Nacional de la Beca Presidente de la República.

### Diputada
Luego de doce años como edil, en 2008 decidió no repostularse como concejala para obtener un cupo parlamentario en las elecciones parlamentarias de 2009, por el distrito n.° 18, que abarcó las comunas de Cerro Navia, Lo Prado y Quinta Normal, por el periodo legislativo 2010-2014, en la cual resultó elegida con la primera mayoría, con un 34,35 % de los votos. Integró de las comisiones permanentes de Seguridad Ciudadana y Drogas; y de Economía, Fomento y Desarrollo.
En 2010 y alertada por padres y madres de niños autistas de Chile, Corporación Bioautismo, presentó un proyecto de ley que apunta a eliminar el timerosal (mercurio) en las vacunas. El proyecto denominado "Elimina las vacunas multidosis con timerosal o compuestos organomercúricos" fue aprobado por unanimidad en la Cámara baja, por unanimidad en Sala del Senado, sin embargo, cuando entró a Comisión de Salud de la Cámara alta el entonces ministro de Salud, Jaime Mañalich presentó reparos al proyecto (año 2012) por lo cual el proyecto se detuvo. Fue finalmente aprobado a fines de 2013. Este proyecto presenta hasta el día de hoy controversia, existiendo opiniones divididas entre políticos y científicos acerca de la validez de los argumentos presentados para sustentar el proyecto. El gobierno de la época anunció que vetará la ley.
El las elecciones de noviembre de 2013 fue reelegida para el siguiente período parlamentario (2014-2018) por el mismo distrito n° 18. Fue integrante de las Comisiones Permanentes de Recursos Hídricos y Desertificación; Educación; y Salud.
De la misma manera, en las elecciones parlamentarias de noviembre de 2017, fue reelecta como diputada de la República pero ahora por el nuevo distrito n° 9 de la Región Metropolitana, dentro del Pacto «La Fuerza de la Mayoría», por el período legislativo 2018-2022.
Preside la Comisión Permanente de Educación hasta abril de 2019, pasando a formar parte de la misma. Además, integra de Comisión Permanente de Medio Ambiente y Recursos Naturales. En este mismo periodo integró la Comisión Permanente de Bomberos. Además, integra la Comisión Especial Investigadora de los actos de los organismos públicos relacionados con la actual situación financiera de la Universidad del Pacífico.

## Historial electoral

### Elecciones municipales de 1992
- Elecciones municipales de 1992, candidata al consejo municipal de Cerro Navia[6]

### Elecciones municipales de 1996
- Elecciones municipales de 1996, Cerro Navia[7]

### Elecciones municipales de 2000
- Elecciones municipales de 2000, Cerro Navia[8]

### Elecciones municipales de 2004
- Elecciones municipales de 2004, Cerro Navia[9]

### Elecciones parlamentarias de 2009
- Elecciones parlamentarias de 2009 a Diputados por el distrito Nº 18 (Cerro Navia, Lo Prado y Quinta Normal)[10]

### Elecciones parlamentarias de 2013
- Elecciones parlamentarias de 2013 a Diputado por el distrito 18 (Cerro Navia, Lo Prado y Quinta Normal)[11]

### Elecciones parlamentarias de 2017
- Elecciones parlamentarias de 2017 a Diputado por el distrito 9 (Cerro Navia, Conchalí, Huechuraba, Independencia, Lo Prado, Quinta Normal, Recoleta y Renca)[12]